# 布羅瓦爾基 (哈佳奇區)
50°23′53″N 34°3′24″E / 50.39806°N 34.05667°E
布羅瓦爾基（烏克蘭語：Броварки），是烏克蘭中部的村莊，隸屬波爾塔瓦州的米爾霍羅德區。該村處於普肖爾河畔，分別距離克尼什夫卡4公里和哈佳奇4.5公里，面積1.954平方公里，海拔高度156米，2001年人口451。